# Sony Ericsson W300i
Sony Ericsson W300i är en mobiltelefonmodell från Sony Ericsson. Telefonen lanserades 2006 och tillhör Walkman-serien.
Sony Ericsson Z530i är en liknande modell, fast den hör inte till Walkman-serien. Mobilen finns i färgerna vit, rosaskimrande och svart. 